# Columnella bipectinata
Columnella bipectinata är en mossdjursart som beskrevs av David och Pouyet 1986. Columnella bipectinata ingår i släktet Columnella och familjen Farciminariidae. Inga underarter finns listade i Catalogue of Life.